# Geschehnisse am Wasser

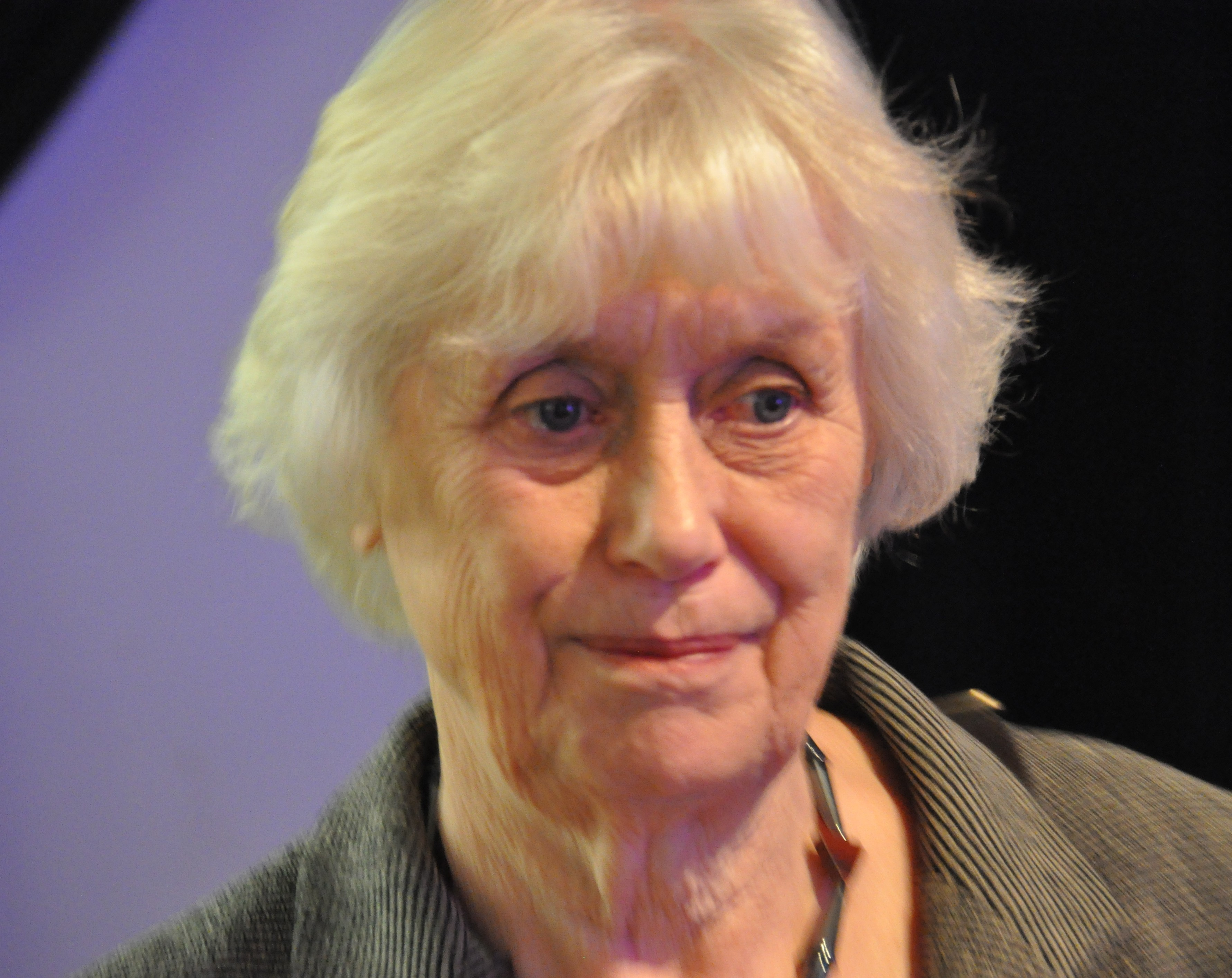
Kerstin Ekman

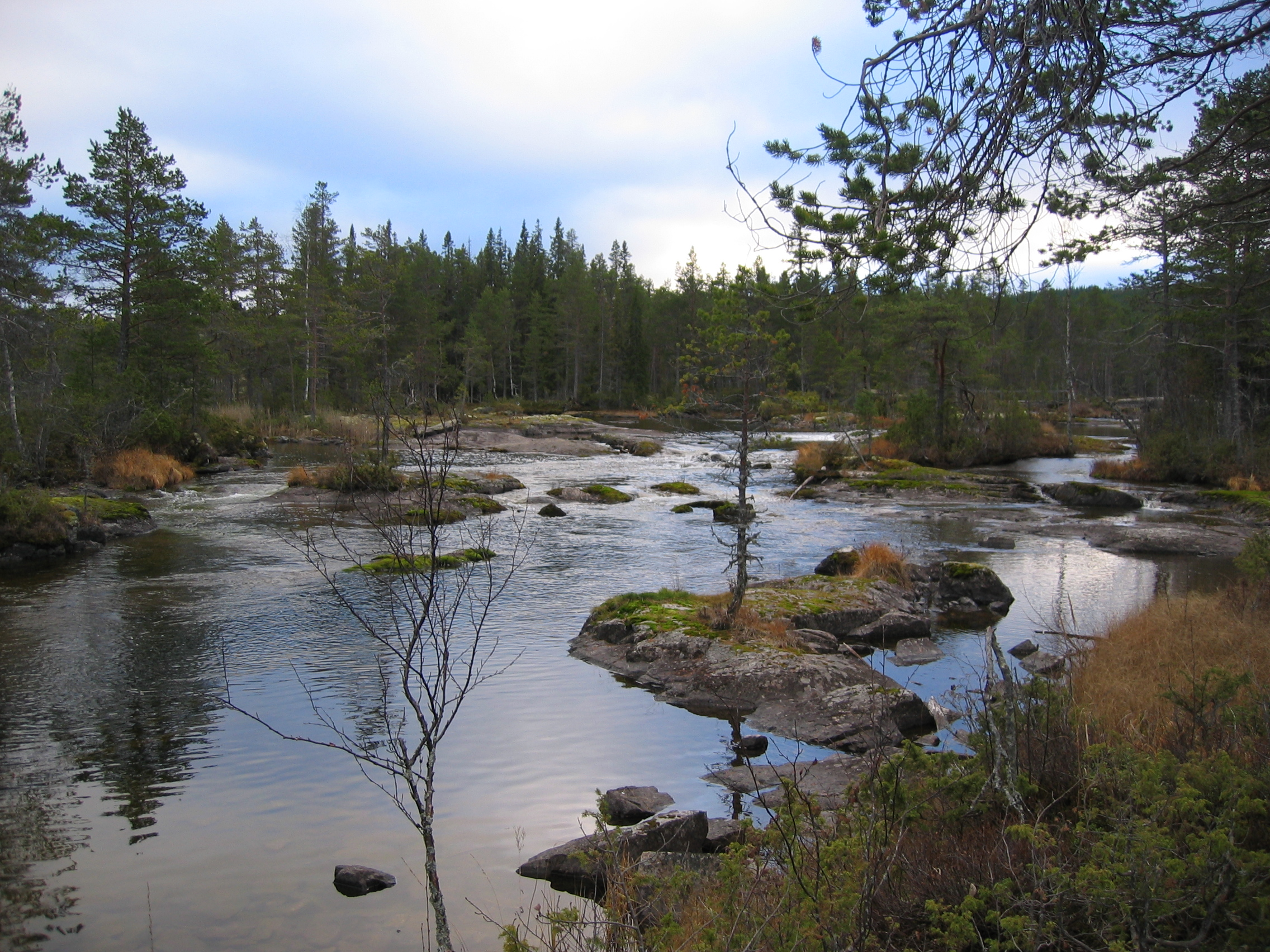
Die nordische Wildnislandschaft spielt in Geschehnisse am Wasser eine wichtige Rolle; sie hat die Menschen der Region nachhaltig geprägt.

Geschehnisse am Wasser (Händelser vid vatten) ist ein viel gelesener Roman der schwedischen Schriftstellerin Kerstin Ekman, für den sie mit zahlreichen Literaturpreisen ausgezeichnet wurde. In einer vielschichtigen Handlung stellt die Autorin die Opfer eines Verbrechens in den Vordergrund. Bei der Wahl der besten schwedischen Bücher des Jahrhunderts der Zeitschrift Biblioteket i fokus im Jahr 1997 kam das Werk auf den 14. Platz.

## Inhalt
Die Lehrerin Annie Raft will in der Mittsommernacht 1974 mit ihrer sechsjährigen Tochter Mia ihren Freund und Liebhaber Dan Ulander besuchen. Er lebt in einer linksökologischen Kommune in der nordischen Wildnis, wo sie als Lehrerin arbeiten und einen neuen Lebensabschnitt beginnen möchte. Als Dan sie nicht wie vereinbart in dem kleinen nordschwedischen Ort Svartvattnet (= Schwarzwasser) abholt, lässt sie sich mit ihrer Tochter von dem Ladenbesitzer Lill-Ola Lennartson bis zum Ende der Straße bringen und bricht von dort zu Fuß auf, um die Kommune Stjärnberg zu suchen. Sie ist ein Stadtmensch und verirrt sich in dem unwirtlichen jämtländischen Gebiet. Irgendwann kommt in Panik ein fremdländisch aussehender junger Mann an ihr vorbei, und kurze Zeit später gelangt sie an ein Zelt, in dem sie die Leichen zweier junger Touristen findet, die bestialisch zugerichtet sind. Die Ermittlungen bleiben achtzehn Jahre lang erfolglos, auch weil in den Aussagen und Handlungen vieler Unschuldiger, darunter der Ladenbesitzer und die Bewohner der Kommune, zahlreiche Ungereimtheiten enthalten sind. Über dem Dorf und der Kommune schwebt jetzt die Gefahr, mit einem unerkannten Mörder zu leben; dies lockt aber Touristen in die Gegend, so dass viele Bewohner gar nicht mehr an der Aufklärung des mysteriösen Mordfalls interessiert sind und ihre verschiedenen Vermutungen und Schlussfolgerungen für sich behalten. Annie aber verlässt aufgrund einer ungewollten Schwangerschaft und der Furcht vor dem Täter die Kommune und schläft fortan mit einer Schrotflinte hinter ihrem Bett.
Auch andere Hauptpersonen des Romans erleben durch den Mord einen biografischen Bruch. Der Arzt Birger Torbjörnsson zum Beispiel, der für die Aufklärung bedeutsame Details beobachtet hatte, wird von seiner Ehefrau verlassen; ein anderer, der vermeintliche Same Johan Brandberg, der am Abend vor dem Mord von seinen Brüdern gequält wurde und deshalb geflohen war, bleibt infolgedessen verdächtig und lebt fortan in Norwegen. Der Polizist Ake Vemdal wird aufgrund persönlicher Verwicklungen von den Ermittlungen suspendiert und quittiert den Dienst, behält aber unerlaubterweise Kopien der Ermittlungsakten, die später zur Lösung des Falls beitragen.
Auch achtzehn Jahre später lebt Annie Raft noch in Jämtland. Als die Lehrerin früh an einem Morgen vor ihrem Haus ihre Tochter Mia in den Armen von Johan Brandberg sieht, glaubt sie, in ihm den damals flüchtenden Mörder zu erkennen. Sie ruft sofort Birger Torbjörnsson an, mit dem sie inzwischen liiert ist, bleibt aber daraufhin verschwunden. Wenig später wird sie unweit der Stelle des damaligen Mordfalls mit einer Schussverletzung aus ihrer eigenen Schrotflinte gefunden, und man geht zunächst von einem Unfall aus. Tatsächlich aber glaubte Gudrun Brandberg, die Mutter von Johan, wie Annie Raft daran, dass dieser der Mörder sei, und erschoss Annie, um zu verhindern, dass diese vermeintliche Wahrheit ans Licht käme. So wurde eine Mutter zur Mörderin, weil sie glaubte, ihr eigener Sohn sei der Mörder. Parallel dazu nehmen Birger Torbjörnsson, Johan Brandberg und Ake Vemdal privat die Ermittlungen wieder auf. Es gelingt, den damaligen Mörder zu entlarven.
Die überraschende Wahrheit bringt zahlreiche Erschütterungen. In einer tragischen Verwechslung hatte Johans Bruder Björne im Zelt mit der Touristin den Ladenbesitzer Lill-Ola Lennartson vermutet, von dem diese zuvor das Zelt gemietet hatte. Er wollte ihn wegen Wilddiebstahls zur Rede stellen bzw. verprügeln, aber aufgrund der Gewalttätigkeit Björnes eskalierte die Situation und es kam zum Doppelmord. Seitdem hatte er zurückgezogen in einer Almhütte gelebt.

## Form und Textanalyse
Die Handlung des Romans ist sehr komplex. Sie wird auf verschiedenen Zeitebenen dargestellt und ist gleichwohl durchgehend im Präsens geschrieben. Zudem gibt es drei parallele Handlungsstränge, die erst am Ende miteinander verknüpft werden. In ihnen werden die Geschehnisse aus der Sicht der Personen gezeichnet. Die Aufklärung des Mordes gerät dabei in den Hintergrund, aber das Verbrechen bestimmt weiterhin das Leben der Protagonisten.
Das Werk ist nur bedingt als Kriminalroman zu sehen. Ekman stellt die Opfer in den Vordergrund. Sie veranschaulicht die Veränderungen, die die Menschen im Norrland durch die Modernisierung der Gesellschaft erleben, zum Beispiel die Gegensätze und Vorurteile zwischen den Mitgliedern der Kommune und der Dorfbevölkerung bzw. zwischen Samen und Schweden. Aber sie urteilt nicht, sie gibt keine Antworten, sondern es sind eher Fragen, die sie stellt. „Die Mutterliebe mit ihren positiven wie bedenklichen Folgen ist das eigentliche Thema – und dabei eben nicht zuletzt die Rolle von Mutter Natur.“ Einen großen Teil des Romans nehmen Naturbeschilderungen ein; die Landschaft hat die Bewohner nachhaltig geprägt.

„Hier sind mythologische und psychische Urkräfte am Werk, die wieder einmal bestätigen, dass die Modernisierung des Landstrichs nur eine äußerliche ist, während irrationale Bedürfnisse und Bewertungsmaßstäbe unter der Oberfläche fortbestehen. Ekman beschreibt das Vakuum, das sich einstellt, wenn alte Wertordnungen obsolet geworden sind, aber keine neuen ideologischen Orientierungen an deren Stelle treten.“

## Rezeption
Geschehnisse am Wasser hatte großen Erfolg, kam in über 20 Ländern auf den Buchmarkt, und Kerstin Ekman erhielt für den Roman zahlreiche Literaturpreise, so 1993 den Schwedischen Krimipreis und den renommiertesten schwedischen Literaturpreis, den August-Preis. 1994 wurde sie für das Buch mit dem Literaturpreis des Nordischen Rates und 1995 mit dem Internationalen Finnischen Krimipreis ausgezeichnet. Das Werk wurde vielfach rezensiert und in literaturwissenschaftlichen Periodika erörtert.
„Kerstin Ekman entfaltet ein furioses Panorama des schwedischen Nordens“ schrieb der Feuilletonist Andreas Platthaus, der die „grandiosen Naturbeschreibungen“ lobte und fand, dass der Autorin die Charaktere „hervorragend gelungen“ seien, aber auch meinte, dass die deutsche Ausgabe „recht schlampig redigiert“ sei.
Die Weltwoche fand bemerkenswert, wie sehr es der Autorin gelungen sei, „aus männlicher“ und „aus weiblicher Sicht zu schreiben“ und notierte, es sei „kein Buch, das uns belehren will; keines, das weiss, was gut und böse, was richtig ist und was falsch. Hier behält keiner recht, alle verschulden sich, wenngleich in unterschiedlichem Masse. […] sie [die Autorin] lässt in der Schwebe; in diesem Sinn ist der große Roman wohltuend undeutsch.“

## Verfilmung
Der Roman wurde als 6-teilige dänisch-schwedisch-deutsche Fernsehserie namens Blackwater – Im Schatten der Vergangenheit (Originaltitel: Händelser vid vatten) verfilmt, welche 2023 erschien.

## Ausgaben

### Schwedische Ausgaben (Auswahl)
Kerstin Ekman: Händelser vid vatten
- Bonnier, Stockholm 1993, ISBN 91-0-055676-9.
- MånPocket, Stockholm 1994, ISBN 91-7643-072-3.
- Bonnier, Stockholm 2000, ISBN 91-0-057397-3.
- En bok för alla, Stockholm 2007, ISBN 978-91-7221-512-2.

### Deutschsprachige Ausgaben
Kerstin Ekman: Geschehnisse am Wasser. Roman. Aus dem Schwedischen von Hedwig M. Binder
- Neuer Malik Verlag, Kiel 1995, ISBN 3-89029-091-4.
- Büchergilde Gutenberg, Frankfurt am Main und Wien 1996 und Bertelsmann-Club, Rheda-Wiedenbrück 1996, jeweils nur für Klub-Mitglieder
- Goldmann, München 1997, ISBN 3-442-72062-1.
- Weltbild, Augsburg 2001, ISBN 3-8289-0621-4.
- Goldmann (einmalige Sonderausgabe), München 2001, ISBN 3-442-72876-2.
- Goldmann, Taschenbuch 45263, München 2002, ISBN 3-442-45263-5.
- Piper, München und Zürich 2003, ISBN 3-492-23949-8.
- Weltbild (Sonderausgabe), Augsburg 2005

### Übersetzungen
Der Roman erschien in zahlreichen Sprachen, unter anderem in Englisch: Blackwater (London 1995, ISBN 0-7011-6276-7), Finnisch: Tapahtui veden äärellä (Helsinki 1994, ISBN 951-1-13319-5), Hindi: Blaikavâṭara (Neu-Delhi 2003, ISBN 81-87649-97-6), Isländisch: Atburðir við vatn (Reykjavík 2000, ISBN 9979-3-2080-X), Kroatisch: Crna voda (Zagreb 1998, ISBN 953-173-890-4), Lettisch: Notikumi pie ūdeņiem (Rīgā 2007, ISBN 978-9984-37-793-3), Niederländisch: Zwart water (Amsterdam 2002, ISBN 90-5713-672-4) und Russisch: Proisšestvija u vody (Sankt Petersburg 1996, ISBN 5-87135-029-1).

## Zitat
„Jetzt begannen die Wälder und die großen Waldschläge. Der Bus hielt nicht mehr so oft. In jedem Dorf wurden auf der Rampe beim Laden Kisten mit Milch und anderen Frischwaren abgestellt. Die Postfräulein kamen heraus, öffneten dem Fahrer die Tür, und der brachte die Postsäcke hinein. Leute saßen in Autos und warteten auf Briefe und Abendzeitungen. Viele hatten Bier getrunken, und sie redeten lautstark mit dem Fahrer und miteinander.
 ‚Was sagen die?‘ flüsterte Mia.
 Aber auch Annie verstand nicht, was sie sagten. Sie fuhren durch ein fremdes Land.“

## Sekundärliteratur
- Hedwig M. Binder: Kerstin Ekman. In: Kritisches Lexikon zur fremdsprachigen Gegenwartsliteratur
- Göran Hägg: Händelser vid vatten. In: Tjugoen moderna klassiker. Wahlström & Widstrand, Stockholm 1995, ISBN 91-46-16677-7
- Annemette Hejlsted: Moderkærlighed og melodrama i Kerstin Ekmans roman Händelser vid vatte. In: Nordisk litteratur og mentalitet. International Association for Scandinavian study conference. Tórshavn 2000, ISBN 99918-41-25-3.
- Erik Martin: Neue norwegische und schwedische Romane. In Muschelhaufen. Jahresschrift für Literatur, Band 38, Viersen 1999, ISSN 0085-3593, Seite 149 ff.
- Christoph Neidhart: Schwedin zu entdecken! Exzellenter Krimi und existentielle Wucht – der neue Roman von Kerstin Ekman. In: Die Weltwoche vom 5. Oktober 1995
- Ina Nottrot: Kleiner Verlag entdeckt literarische Nischen. Kerstin Ekman: Geschehnisse am Wasser. In: Forum online für Politik, Gesellschaft und Kultur in Luxemburg
- Andreas Platthaus: Wer rennt, gewinnt. Kerstin Ekman beschwört den Norden. In: Frankfurter Allgemeine Zeitung vom 10. Oktober 1995